# Rioja (Almería)
Rioja est une commune de la province d'Almería, Andalousie, en Espagne.

## Géographie

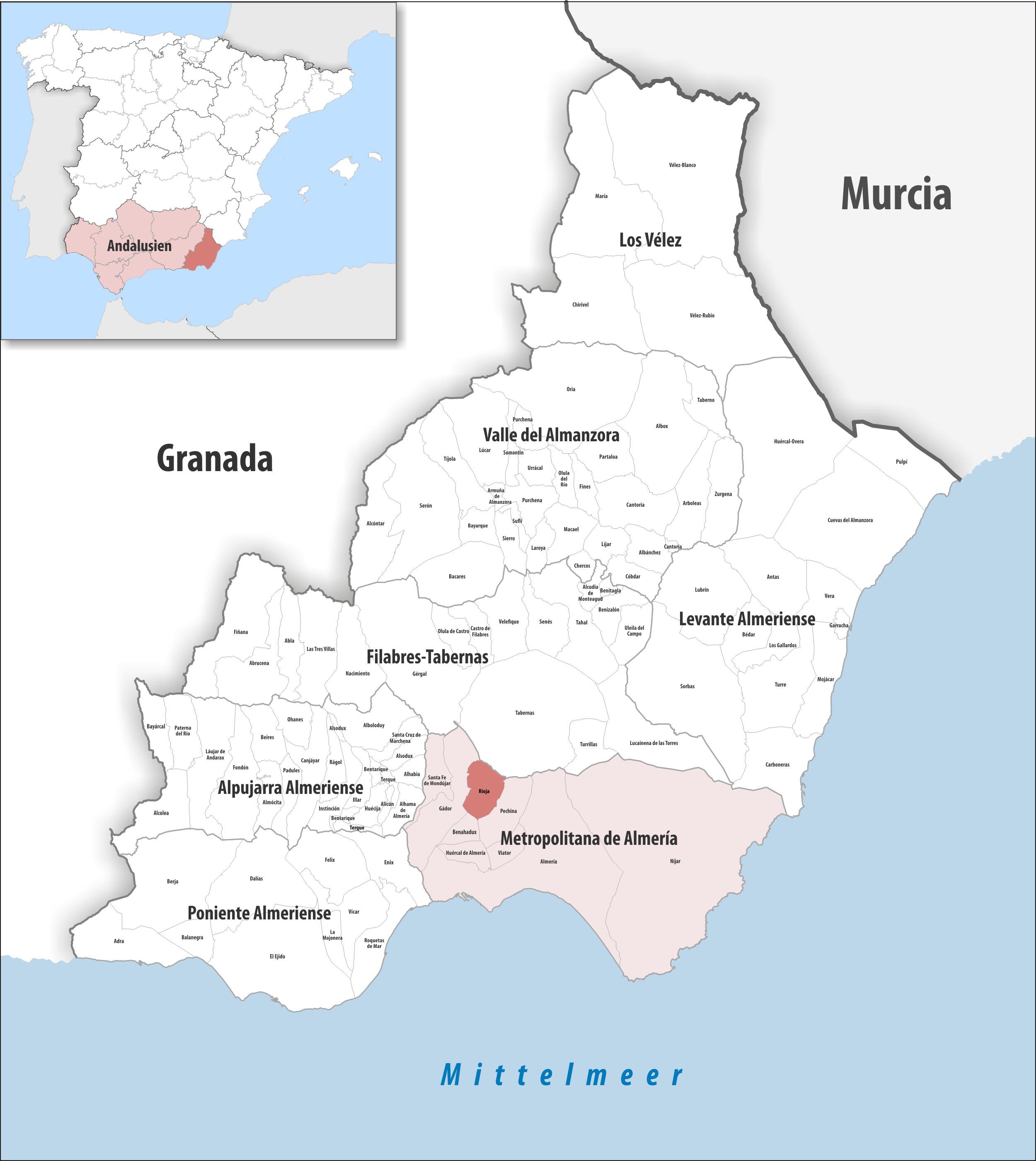
Rioja dans la comarque d'Almería, province d'Almería / en Andalousie

### Localisation
La commune de Rioja se trouve dans le sud de la province d'Almería et le nord-ouest de la comarque métropolitaine d'Almería.
Almería est à 13 km sud ;
Malaga à 214 km ouest ;
Madrid à 527 km nord-nord-ouest ;
Gibraltar à 352 km ouest-sud-ouest (distances par route).

### Généralités
Le fleuve Andarax forme la limite de commune au sud avec Gádor et Benahadux. Le ruisseau saisonnier Rambla de Tabernas, qui vient du nord, marque le reste de la limite de commune avec Gádor jusqu'à la commune de Tabernas, et au nord-ouest il sépare également la commune du site naturel « Désert de Tabernas » qui se trouve sur Gádor, Tabernas et Gérgal.
L'autoroute A-92 traverse la commune et y a un échangeur d'entrée/sortie au nord de Rioja.
Le nord-est de la commune est inclus dans le site naturel de Sierra Alhamilla (es) (Paraje Natural de Sierra Alhamilla).

## Histoire
Collado de la Palma et Loma del Palmillo ont livré des sépultures à plan rectangulaire simple du début de la culture d'Alméria (es) ; celle de Collado de la Palma mesure 1,20 × 1 m et celle de Loma del Palmillo 1,50 × 1,20 m.
En 1962, Mariano Sanchez Abad a trouvé au Cerro de la Chinchilla l'« idole de Rioja », qui se trouve au musée d'Almeria. Le site du Cerro de la Chinchilla a été fouillé en 1975 et 1976.

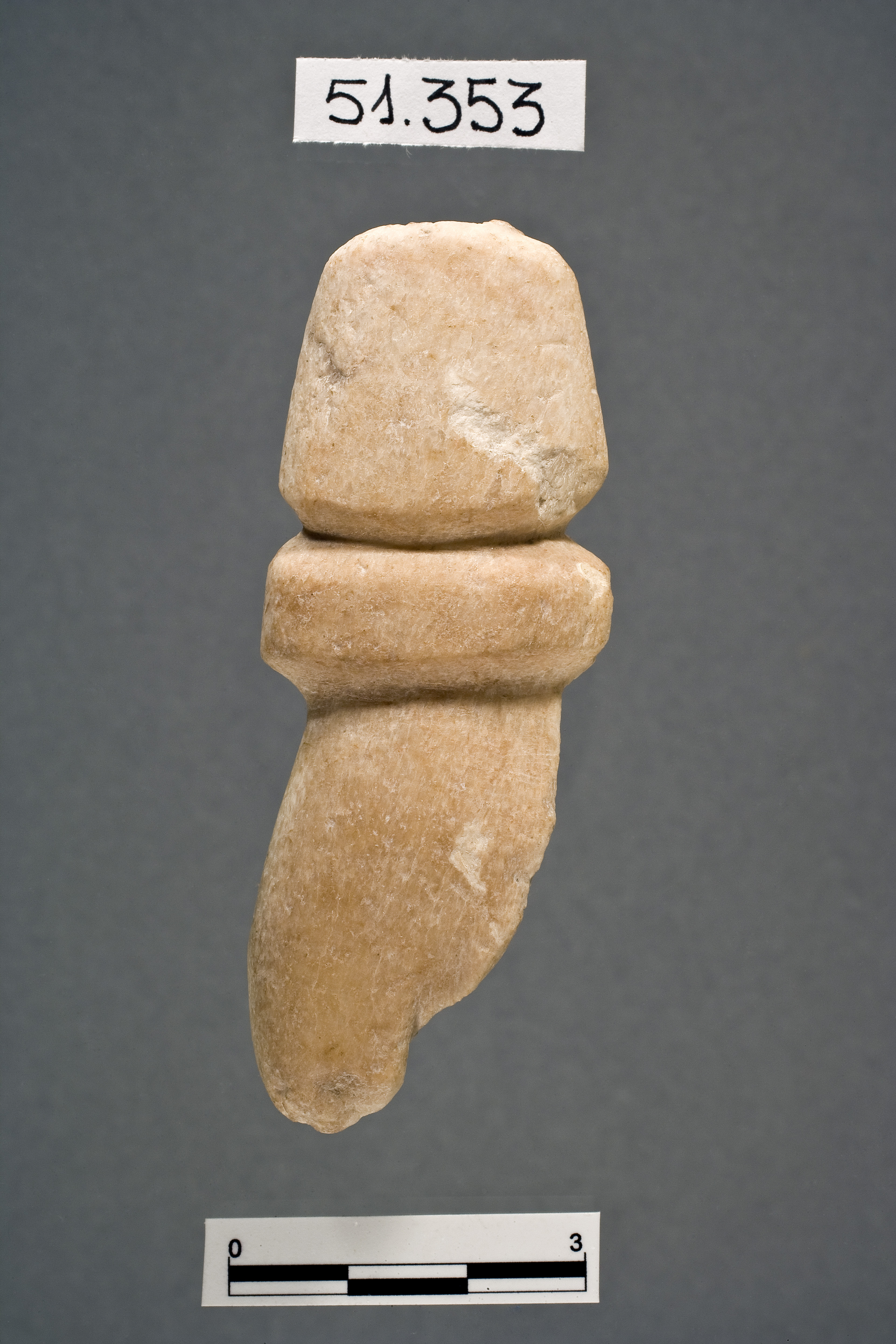
L'« idole de Rioja », musée d'Almeria
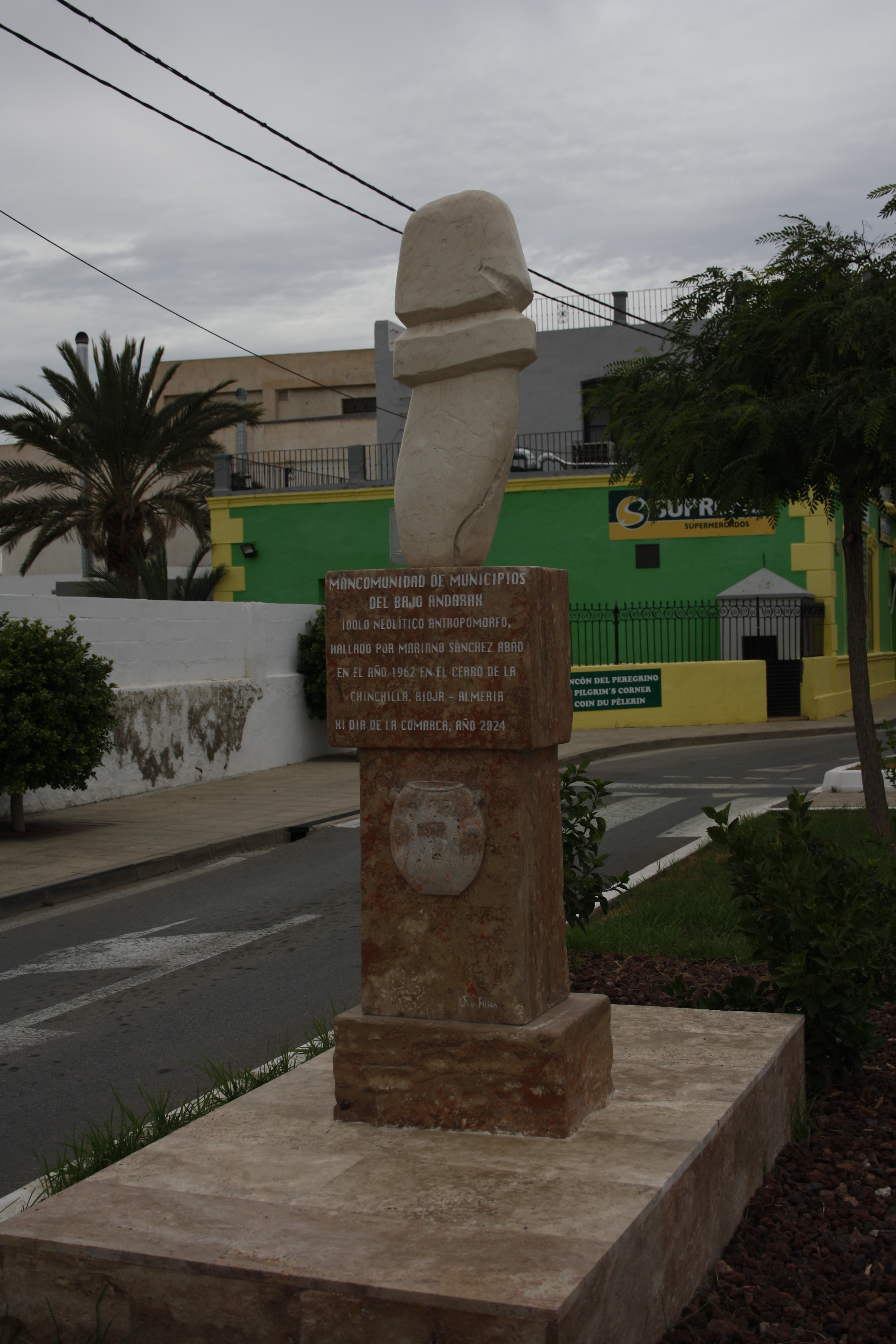
Monument à l'idole de Rioja